# Le Bas Ségala
Le Bas Ségala est, depuis le 1er janvier 2016, une commune nouvelle française située dans le département de l'Aveyron en région Occitanie.
Elle est issue du regroupement des trois communes de La Bastide-l'Évêque, Saint-Salvadou et Vabre-Tizac qui constituaient auparavant la communauté de communes du Bas Ségala.
Le patrimoine architectural de la commune comprend deux  immeubles protégés au titre des monuments historiques : la croix de Bleyssoles, classée en 1923, et le château de Réquista, inscrit en 1978.

## Géographie

### Localisation et communes limitrophes
La commune du Bas Ségala se trouve à l'ouest  du département de l'Aveyron, dans la petite région agricole du Ségala. Elle se situe à 50 km par la route de Rodez, préfecture du département, à 13 km de Villefranche-de-Rouergue, sous-préfecture et à 11 km de Rieupeyroux, bureau centralisateur du canton d'Aveyron et Tarn dont dépend la commune depuis 2015. La commune fait en outre partie du bassin de vie de Rieupeyroux.
Les communes les plus proches sont, : 
Brandonnet (5,3 km), Morlhon-le-Haut (6,0 km), Compolibat (6,3 km), La Capelle-Bleys (6,4 km), Maleville (6,8 km), Villefranche-de-Rouergue (8,1 km), Prévinquières (8,4 km).

### Hydrographie

#### Réseau hydrographique

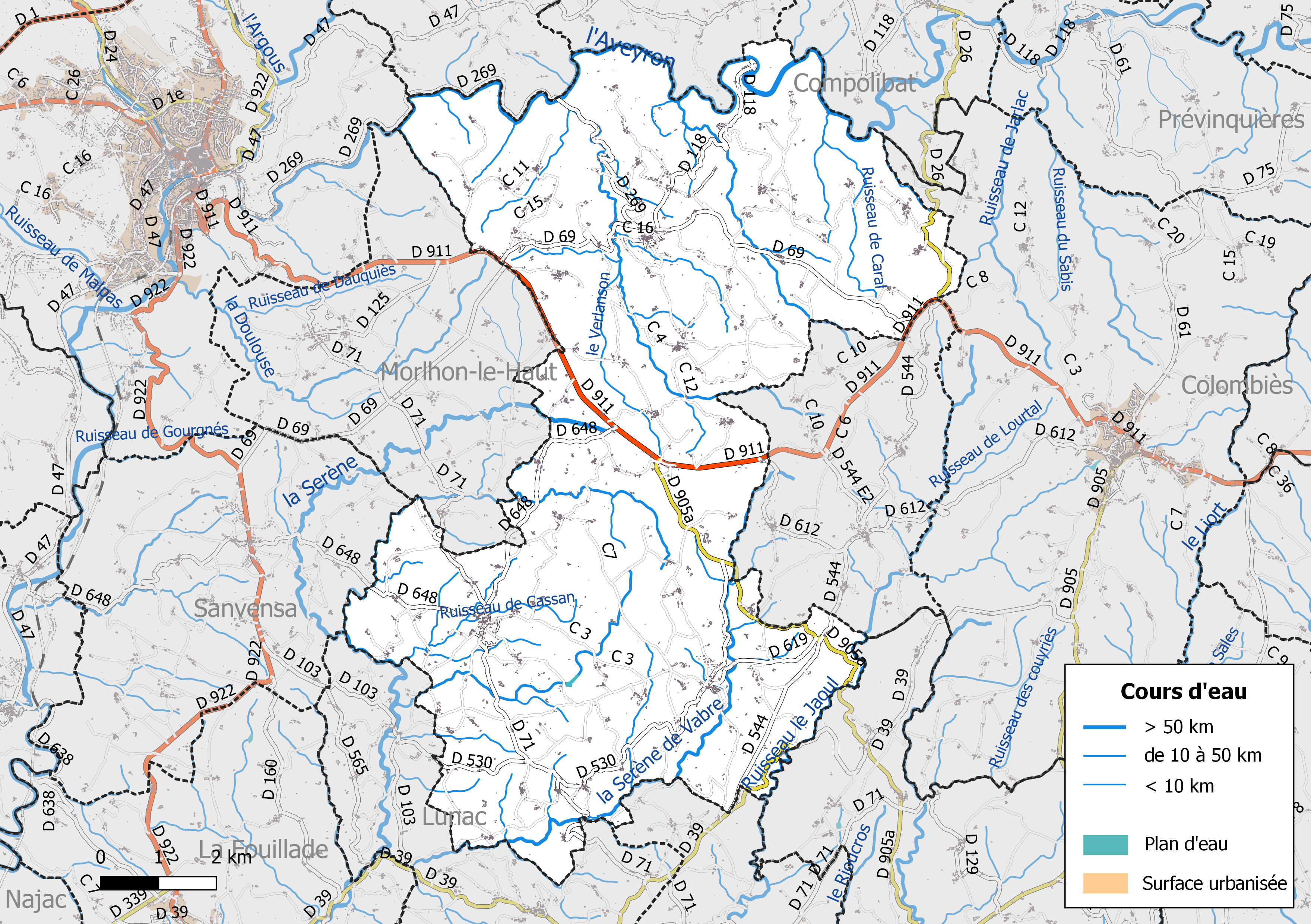
Réseaux hydrographique et routier du Le Bas Ségala.

La commune est drainée par l'Aveyron, la Petite Serène, le Lézert, le ruisseau de Marmont, le ruisseau de Pouzoulet, le Verlanson, le ruisseau de Caral et par divers petits cours d'eau.
L'Aveyron, d'une longueur totale de 290,6 km, prend sa source dans la commune de Sévérac d'Aveyron et se jette  dans le Tarn à Barry-d'Islemade, après avoir arrosé 60 communes.
La Petite Serène, d'une longueur totale de 13,6 km, prend sa source dans la commune de La Capelle-Bleys et se jette  dans la Petite Serène à La Fouillade, après avoir arrosé 5 communes.
Le Lézert, d'une longueur totale de 39 km, prend sa source dans la commune de Baraqueville et se jette  dans le Viaur à Millau, après avoir arrosé 12 communes.

#### Gestion des cours d'eau
Afin d’atteindre le bon état des eaux imposé par la Directive-cadre sur l'eau du 23 octobre 2000, plusieurs outils de gestion intégrée s’articulent à différentes échelles pour définir et mettre en œuvre un programme d’actions de réhabilitation et de gestion des milieux aquatiques : le SDAGE (Schéma directeur d'aménagement et de gestion des eaux), à l’échelle du bassin hydrographique, et le SAGE (Schéma d'aménagement et de gestion des eaux), à l’échelle locale. Ce dernier fixe les objectifs généraux d’utilisation, de mise en valeur et de protection quantitative et qualitative des ressources en eau superficielle et souterraine. Trois SAGE sont mis en oeuvre dans le département de l'Aveyron.
La commune fait partie du SAGE du bassin versant du Viaur, approuvé le 28 mars 2018, au sein du SDAGE Adour-Garonne. Le périmètre de ce SAGE couvre 89 communes, sur trois départements (Aveyron, Tarn et Tarn-et-Garonne),. Le pilotage et l’animation du SAGE sont assurés par l’établissement public d'aménagement et de gestion des eaux (EPAGE) du bassin du Viaur, une structure qui regroupe les établissements publics de coopération intercommunale à fiscalité propre (EPCI-FP) dont le territoire est inclus (en totalité ou partiellement) dans le bassin hydrographique du Viaur et les structures gestionnaires de l’alimentation en eau potable des populations et qui disposent d’une ressource sur le bassin versant du Viaur. Il correspond à l’ancien syndicat mixte du Bassin versant du Viaur,.

### Climat
Pour des articles plus généraux, voir Climat de l'Occitanie et Climat de l'Aveyron.
En 2010, le climat de la commune est de type climat océanique altéré, selon une étude s'appuyant sur une série de données couvrant la période 1971-2000. En 2020, Météo-France publie une typologie des climats de la France métropolitaine dans laquelle la commune est dans une zone de transition entre le climat océanique altéré et le climat de montagne et est dans la région climatique Sud-est du Massif Central, caractérisée par une pluviométrie annuelle de 1 000 à 1 500 mm, minimale en été, maximale en automne.
Pour la période 1971-2000, la température annuelle moyenne est de 11,6 °C, avec une amplitude thermique annuelle de 15,3 °C. Le cumul annuel moyen de précipitations est de 1 017 mm, avec 11,9 jours de précipitations en janvier et 6,5 jours en juillet. Pour la période 1991-2020, la température moyenne annuelle observée sur la station météorologique installée sur la commune est de 12,4 °C et le cumul annuel moyen de précipitations est de 1 062,4 mm,. Pour l'avenir, les paramètres climatiques de la commune estimés pour 2050 selon différents scénarios d'émission de gaz à effet de serre sont consultables sur un site dédié publié par Météo-France en novembre 2022.
| Mois                                  | jan.             | fév.             | mars          | avril         | mai             | juin          | jui.          | août          | sep.         | oct.          | nov.           | déc.            | année      |
| ------------------------------------- | ---------------- | ---------------- | ------------- | ------------- | --------------- | ------------- | ------------- | ------------- | ------------ | ------------- | -------------- | --------------- | ---------- |
| Température minimale moyenne (°C)     | 0,8              | 0,5              | 2,9           | 5             | 8,4             | 11,9          | 13,5          | 13,7          | 10,7         | 8,3           | 4,1            | 1,6             | 6,8        |
| Température moyenne (°C)              | 4,7              | 5,3              | 8,6           | 11            | 14,7            | 18,4          | 20,7          | 21            | 17,2         | 13,3          | 8,2            | 5,5             | 12,4       |
| Température maximale moyenne (°C)     | 8,7              | 10,2             | 14,2          | 17            | 20,9            | 25            | 27,8          | 28,2          | 23,8         | 18,4          | 12,2           | 9,4             | 18         |
| Record de froid (°C) date du record   | −21,8 16.01.1985 | −14,5 10.02.1986 | −12 01.03.05  | −5 12.04.1986 | −1,5 11.05.1985 | 2,5 01.06.06  | 5 17.07.00    | 3 31.08.1986  | 1,5 25.09.02 | −6 25.10.03   | −10 23.11.1988 | −13 26.12.10    | −21,8 1985 |
| Record de chaleur (°C) date du record | 19,5 29.01.02    | 26,5 27.02.19    | 26,5 14.03.12 | 29,8 07.04.11 | 32,5 23.05.07   | 39,2 27.06.19 | 42 30.07.1983 | 42,5 12.08.03 | 36 06.09.06  | 31,5 02.10.11 | 25 02.11.1981  | 21,5 29.12.1983 | 42,5 2003  |
| Précipitations (mm)                   | 95,4             | 75,4             | 80,4          | 113,1         | 101,3           | 86,7          | 56,8          | 69,3          | 88,9         | 90,9          | 104,2          | 100             | 1 062,4    |

### Milieux naturels et biodiversité

#### Sites Natura 2000

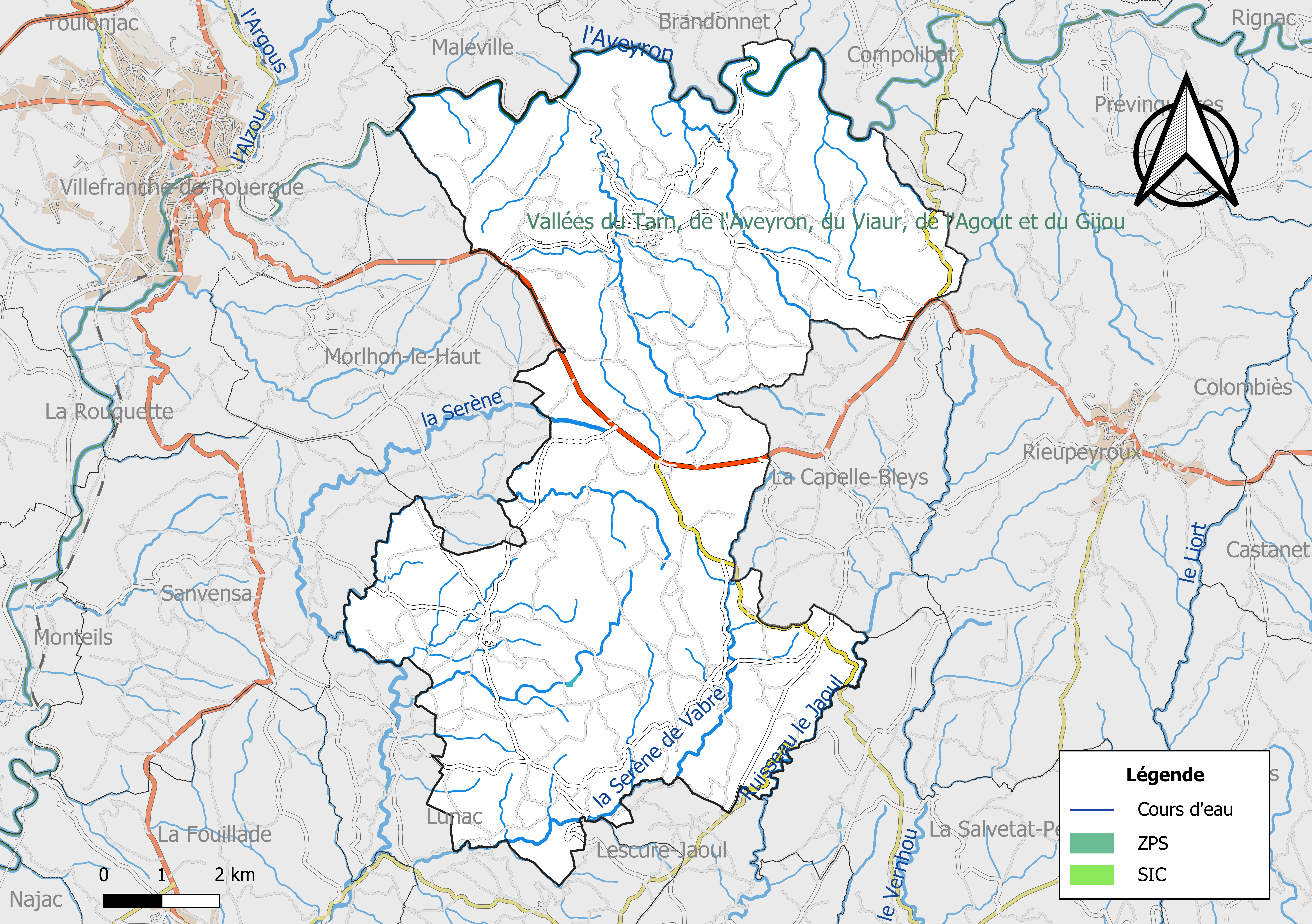
Sites Natura 2000 sur le territoire communal.

Le réseau Natura 2000 est un réseau écologique européen de sites naturels d’intérêt écologique élaboré à partir des Directives « Habitats » et « Oiseaux ». Ce réseau est constitué de Zones spéciales de conservation (ZSC) et de Zones de protection spéciale (ZPS). Dans les zones de ce réseau, les États Membres s'engagent à maintenir dans un état de conservation favorable les types d'habitats et d'espèces concernés, par le biais de mesures réglementaires, administratives ou contractuelles.
Un site Natura 2000 a été défini sur la commune au titre de la « directive Habitats ».
Les « Vallées du Tarn, de l'Aveyron, du Viaur, de l'Agout et du Gijou », d'une superficie de 17 144 ha, présentent une très grande diversité d'habitats et d'espèces dans ce vaste réseau de cours d'eau et de gorges. La présence de la Loutre d'Europe et de la moule perlière d'eau douce est également d'un intérêt majeur.

#### Zones naturelles d'intérêt écologique, faunistique et floristique
L’inventaire des zones naturelles d'intérêt écologique, faunistique et floristique (ZNIEFF) a pour objectif de réaliser une couverture des zones les plus intéressantes sur le plan écologique, essentiellement dans la perspective d’améliorer la connaissance du patrimoine naturel national et de fournir aux différents décideurs un outil d’aide à la prise en compte de l’environnement dans l’aménagement du territoire.
Le territoire communal du Bas Ségala comprend deux ZNIEFF de type 1, : 
les « boisements du jaoul » (35,10 ha)
et la « rivière Aveyron » (3 500 ha)
et une ZNIEFF de type 2, :
la « vallée de l'Aveyron » (14 644 ha), qui s'étend sur 68 communes dont 42 dans l'Aveyron, 21 dans le Tarn-et-Garonne et 5 dans le Tarn.

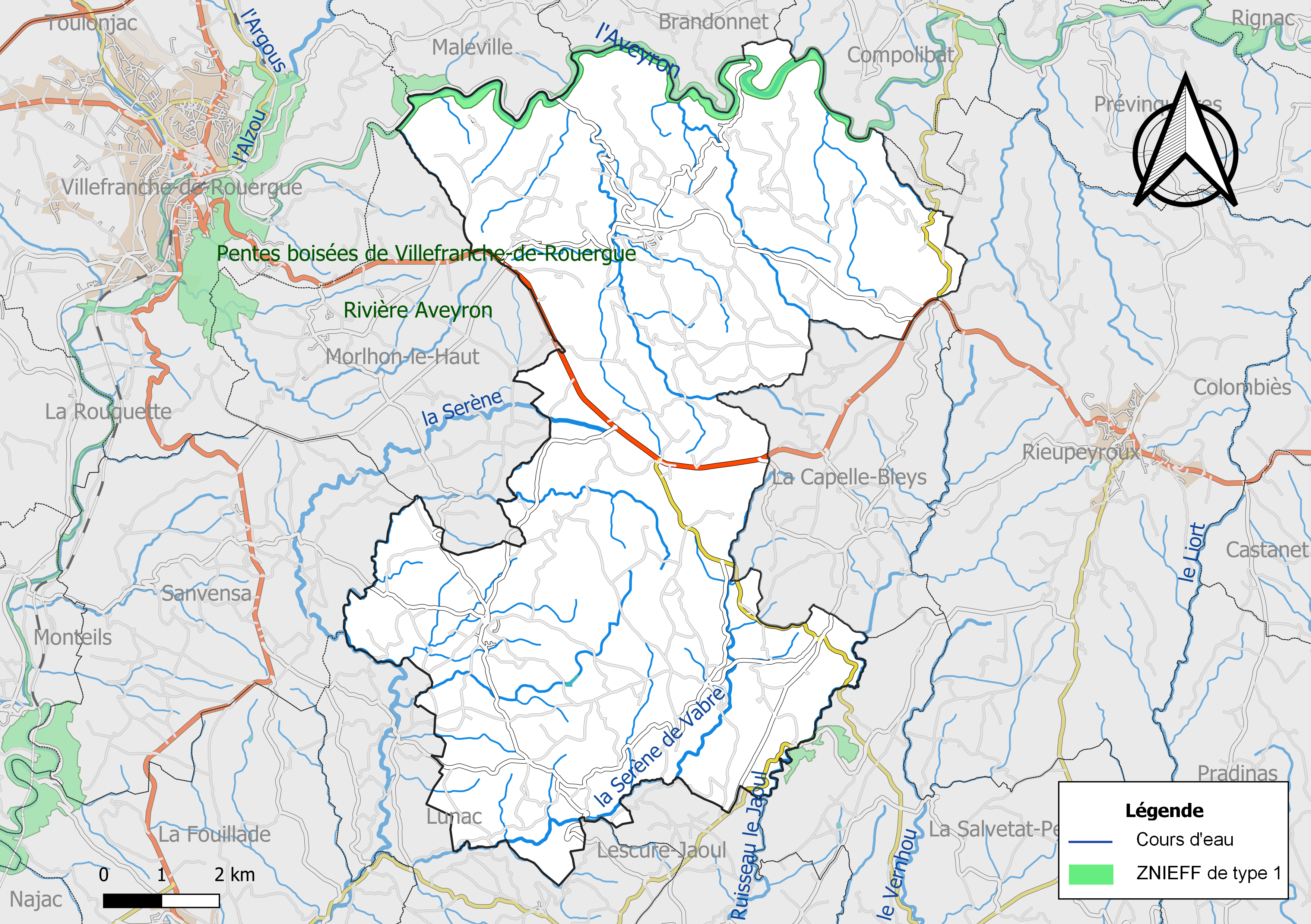
Carte des ZNIEFF de type 1 de la commune.
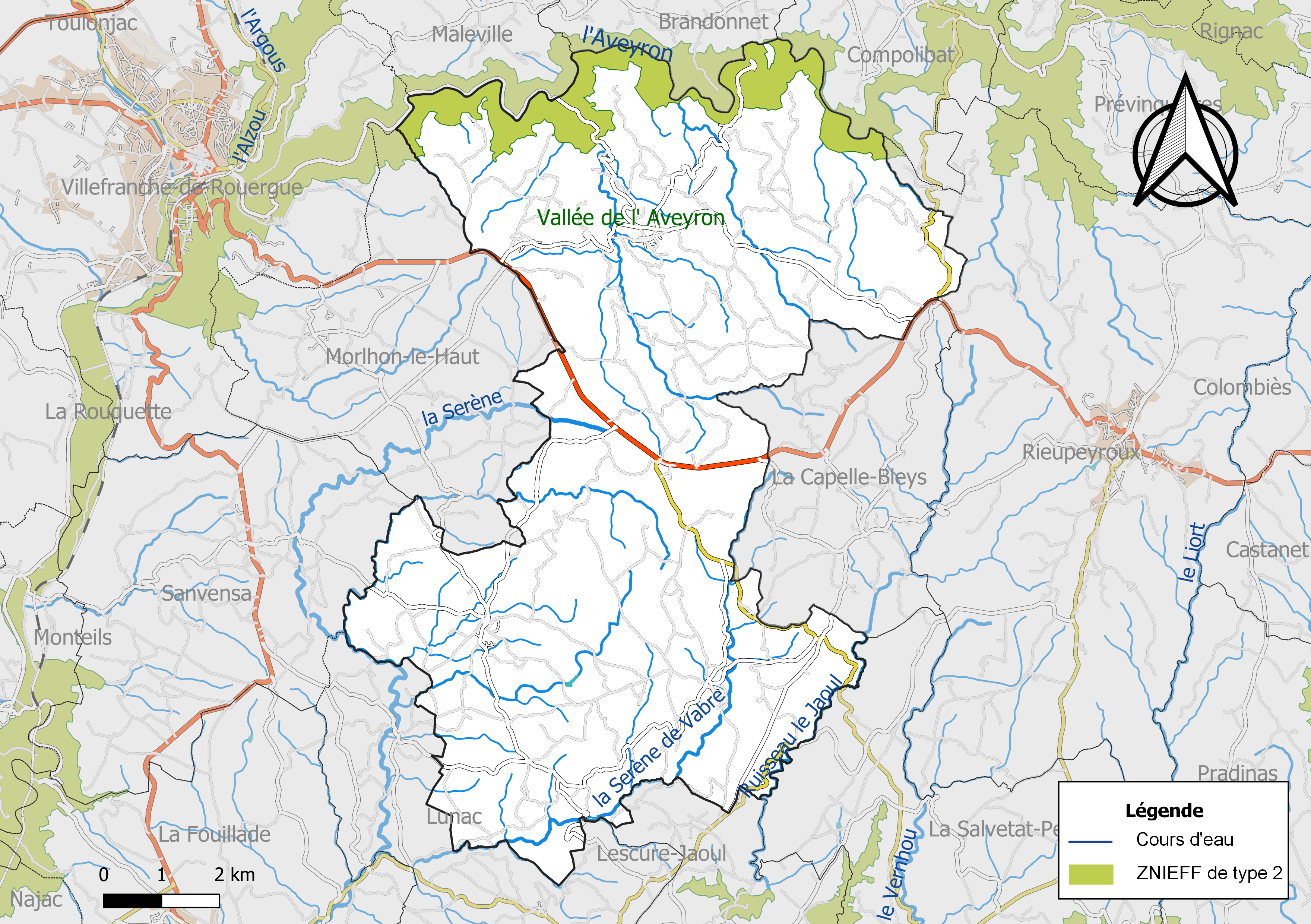
Carte de la ZNIEFF de type 2 de la commune.

## Urbanisme

### Typologie
Au 1er janvier 2024, Le Bas Ségala est catégorisée commune rurale à habitat très dispersé, selon la nouvelle grille communale de densité à 7 niveaux définie par l'Insee en 2022.
Elle est située hors unité urbaine. Par ailleurs la commune fait partie de l'aire d'attraction de Villefranche-de-Rouergue, dont elle est une commune de la couronne,. Cette aire, qui regroupe 34 communes, est catégorisée dans les aires de moins de 50 000 habitants,.

### Risques majeurs
Le territoire de la commune du Bas Ségala est vulnérable à différents aléas naturels : climatiques (hiver exceptionnel ou canicule), feux de forêts et séisme (sismicité très faible).
Il est également exposé à un risque technologique, le transport de matières dangereuses, et à deux risques particuliers, les risques radon et minier,.

#### Risques naturels
Le Plan départemental de protection des forêts contre les incendies découpe le département de l’Aveyron en sept « bassins de risque » et définit une sensibilité des communes à l’aléa feux de forêt (de faible à très forte). La commune est classée en sensibilité faible.
Les mouvements de terrains susceptibles de se produire sur la commune sont liés au retrait-gonflement des argiles, conséquence d'un changement d'humidité des sols argileux. Les argiles sont capables de fixer l'eau disponible mais aussi de la perdre en se rétractant en cas de sécheresse. Ce phénomène peut provoquer des dégâts très importants sur les constructions (fissures, déformations des ouvertures) pouvant rendre inhabitables certains locaux. La carte de zonage de cet aléa peut être consultée sur le site de l'observatoire national des risques naturels Georisques.

#### Risques technologiques
Le risque de transport de matières dangereuses sur la commune est lié à sa traversée par une route à fort trafic. Un accident se produisant sur une telle infrastructure est en effet susceptible d’avoir des effets graves au bâti ou aux personnes jusqu’à 350 m, selon la nature du matériau transporté. Des dispositions d’urbanisme peuvent être préconisées en conséquence.

#### Risques particuliers
La commune est concernée par le risque minier, principalement lié à l’évolution des cavités souterraines laissées à l’abandon et sans entretien après l’exploitation des mines.
Dans plusieurs parties du territoire national, le radon, accumulé dans certains logements ou autres locaux, peut constituer une source significative d’exposition de la population aux rayonnements ionisants. Toutes les communes du département sont concernées par le risque radon à un niveau plus ou moins élevé. La commune duBas Ségala est classée à risque moyen à élevé.

## Histoire
Les informations relatives à l'histoire de cette commune sont la fusion des données des communes fusionnées.
La nouvelle commune est effective depuis le 1er janvier 2016, entraînant la transformation des trois anciennes communes en « communes déléguées » dont la création a été entériné par l'arrêté du 6 novembre 2015.

## Politique et administration

### Découpage territorial
La commune duBas Ségala est membre de la communauté de communes Aveyron Bas Ségala Viaur, un établissement public de coopération intercommunale (EPCI) à fiscalité propre créé le 28 décembre 2001 dont le siège est à Rieupeyroux. Ce dernier est par ailleurs membre d'autres groupements intercommunaux.
Sur le plan administratif, elle est rattachée à l'arrondissement de Villefranche-de-Rouergue, au département de l'Aveyron et à la région Occitanie. Sur le plan électoral, elle dépend du  canton d'Aveyron et Tarn pour l'élection des conseillers départementaux, depuis le redécoupage cantonal de 2014 entré en vigueur en 2015, et de la deuxième circonscription de l'Aveyron  pour les élections législatives, depuis le dernier découpage électoral de 2010.

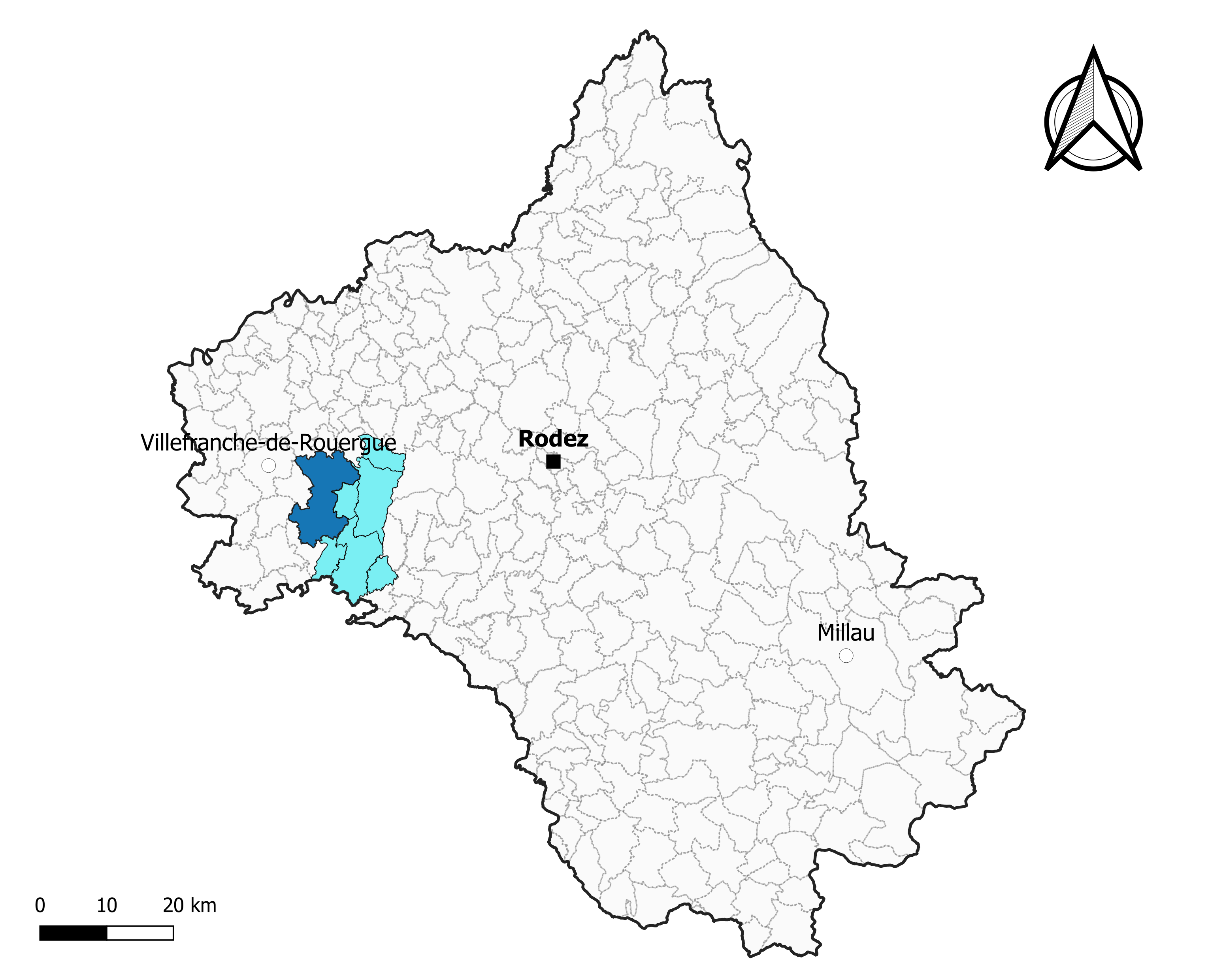
Le Bas Ségala dans l'intercommunalité en 2020.
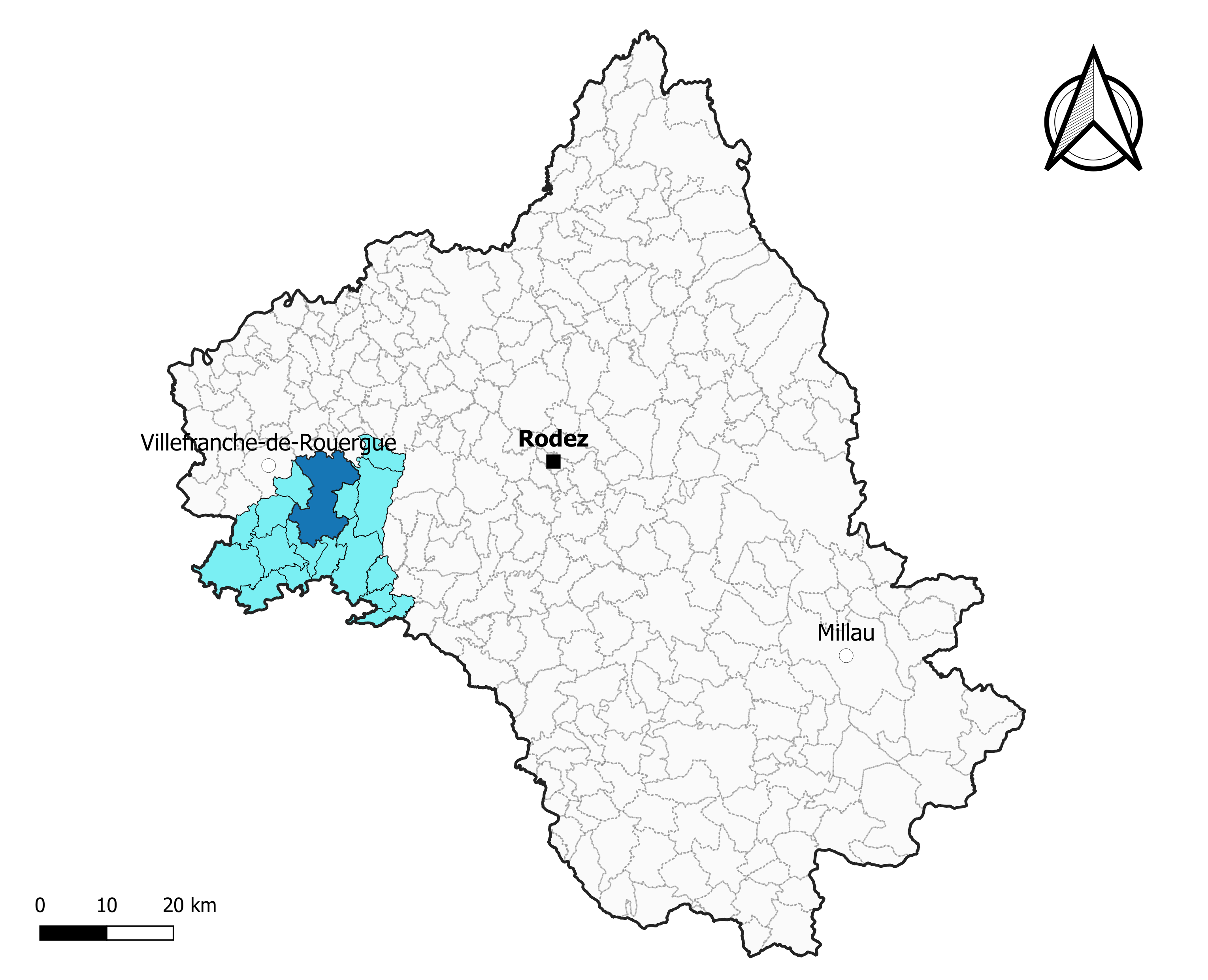
Le Bas Ségala dans le canton d'Aveyron et Tarn en 2020.
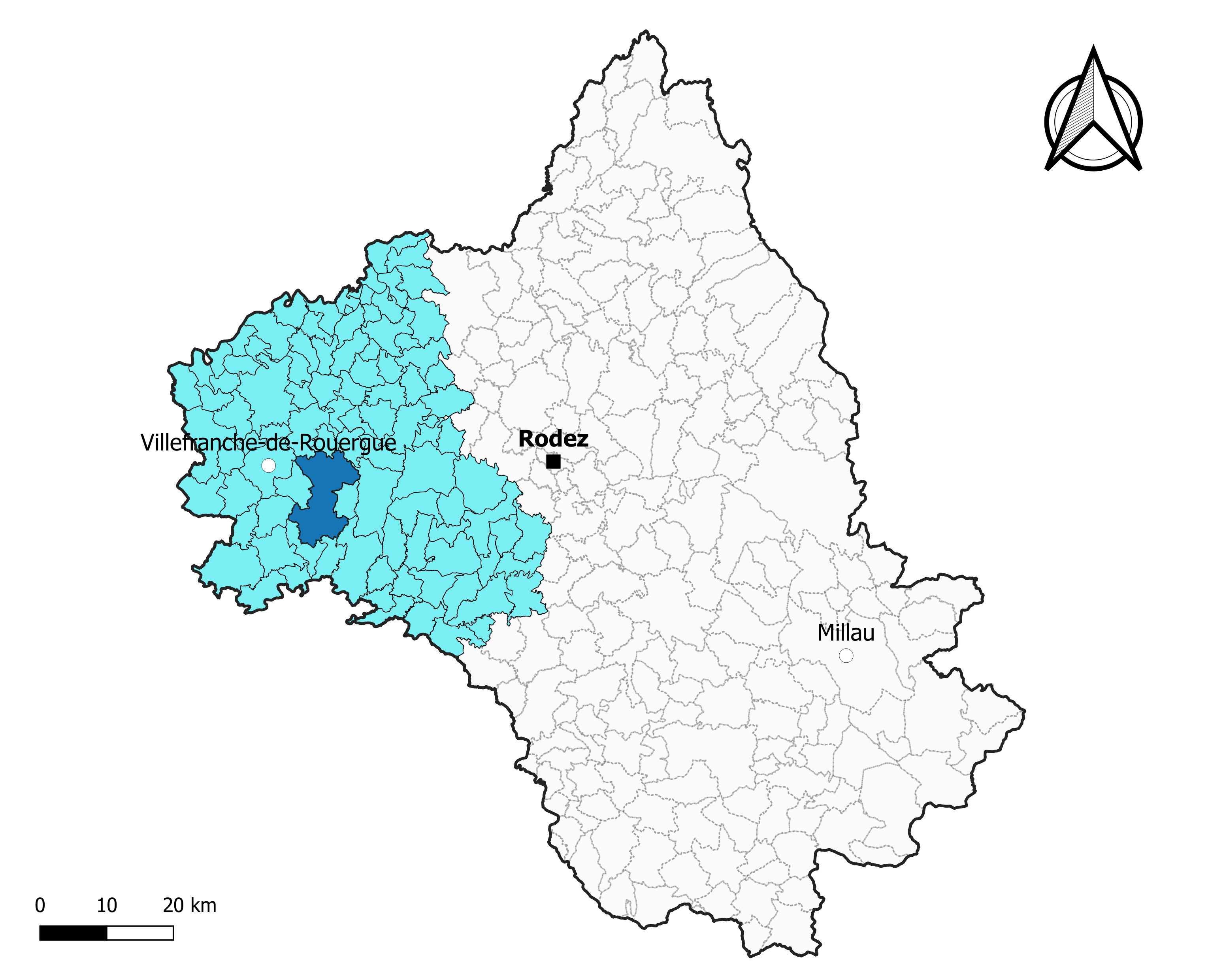
Le Bas Ségala dans l'arrondissement de Villefranche-de-Rouergue en 2020.

### Élections municipales et communautaires

#### Élections de 2020
| Tête de liste         | Suffrages | Pourcentage | CM | CC |
| --------------------- | --------- | ----------- | -- | -- |
| Jean-Eudes Le Meignen | 636       | 68,98 %     | 20 | 6  |
| Adrien Alet           | 286       | 31,01 %     | 3  | 1  |

Le conseil municipal du Bas Ségala, commune de plus de 1 000 habitants, est élu au scrutin proportionnel de liste à deux tours (sans aucune modification possible de la liste), pour un mandat de six ans renouvelable. Compte tenu de la population communale, le nombre de sièges à pourvoir lors des élections municipales de 2020 est de 23. Les vingt-trois conseillers municipaux sont élus au premier tour avec un taux de participation de 65,3 %, se répartissant en vingt issus de la liste conduite par Jean-Eudes Le Meignen et trois issus de celle d'Adrien Alet.
Jean-Eudes Le Meignen, maire sortant, est réélu pour un nouveau mandat le 25 mai 2020.
Les sept sièges attribués à la commune au sein du conseil communautaire de la communauté de communes Aveyron Bas Ségala Viaur se répartissent en : liste de Jean-Eudes Le Meignen (6) et liste d'Adrien Alet (1).

#### Liste des maires
| Période        | Période  | Identité              | Étiquette | Qualité                                         |
| -------------- | -------- | --------------------- | --------- | ----------------------------------------------- |
| 5 janvier 2016 | En cours | Jean-Eudes Le Meignen | DVD       | Retraité Président de la communauté de communes |

### Communes déléguées
| Nom                         | Code Insee | Intercommunalité | Superficie (km2) | Population (dernière pop. légale) | Densité (hab./km2) |
| --------------------------- | ---------- | ---------------- | ---------------- | --------------------------------- | ------------------ |
| La Bastide-l'Évêque (siège) | 12021      | CC du Bas Ségala | 44,16            |                                   |                    |
| Saint-Salvadou              | 12245      | CC du Bas Ségala | 15,5             |                                   |                    |
| Vabre-Tizac                 | 12285      | CC du Bas Ségala | 22,67            |                                   |                    |

## Population et société

### Démographie
L'évolution du nombre d'habitants est connue à travers les recensements de la population effectués dans la commune depuis sa création.

En 2022, la commune comptait 1 610 habitants, en évolution de +1,51 % par rapport à 2016 (Aveyron : +0,37 %, France hors Mayotte : +2,11 %).
| 2014  | 2015  | 2016  | 2021  | 2022  |
| ----- | ----- | ----- | ----- | ----- |
| 1 615 | 1 597 | 1 586 | 1 593 | 1 610 |

## Culture locale et patrimoine

### Lieux et monuments
- Église de l'Assomption de Teulières.
- Église Saint-Dalmas de La Bastide-l'Évêque.
- Église Sainte-Madeleine de Saint-Salvadou.
- Église Saint-Martin de Tizac.
- Église Saint-Jean-Baptiste de Cabanes.
- Église Saint-Julien de Vabre-Tizac.
- Église Saint-Pierre de Cadour.
- Croix de Bleyssoles.

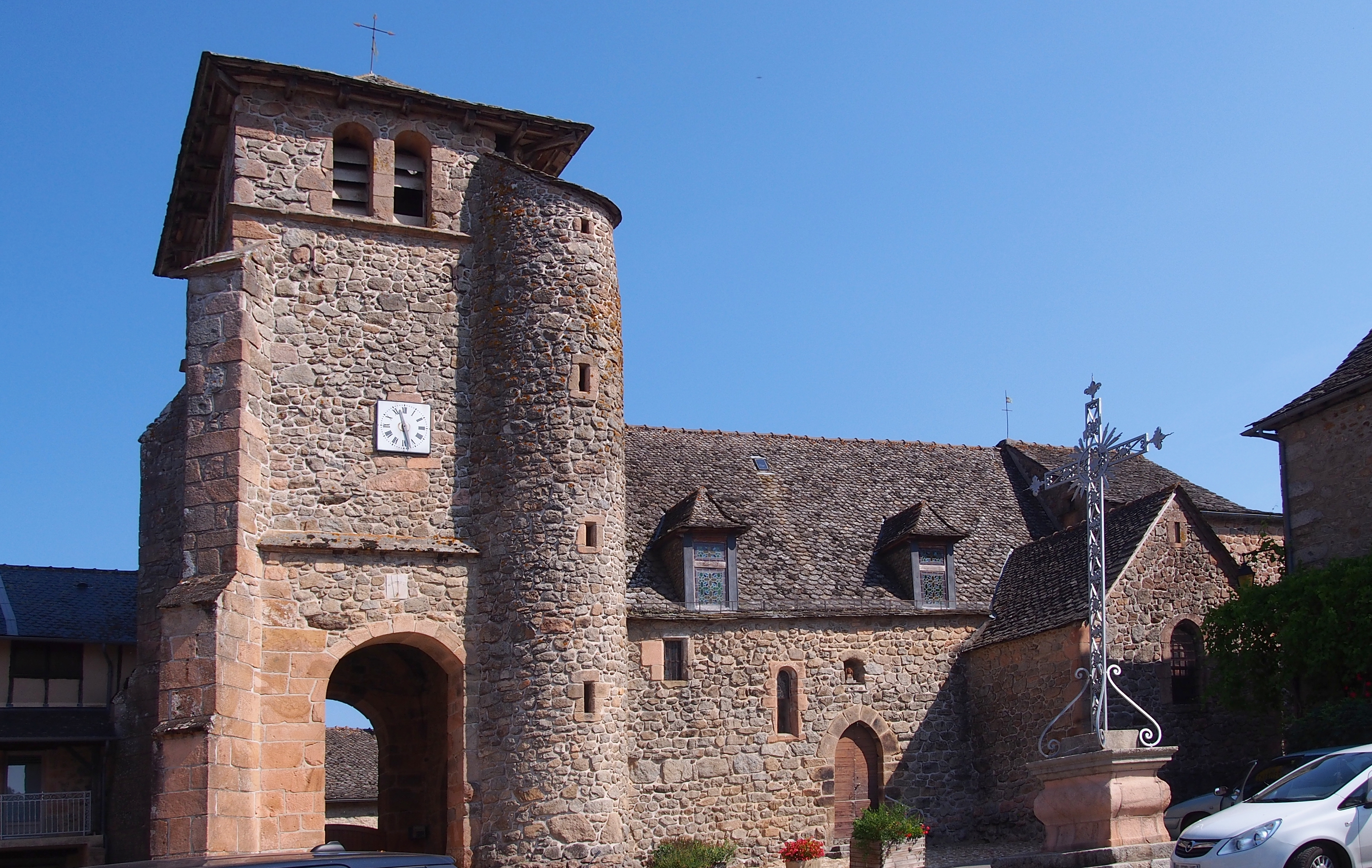
Église Saint-Dalmas de La Bastide-l'Évêque
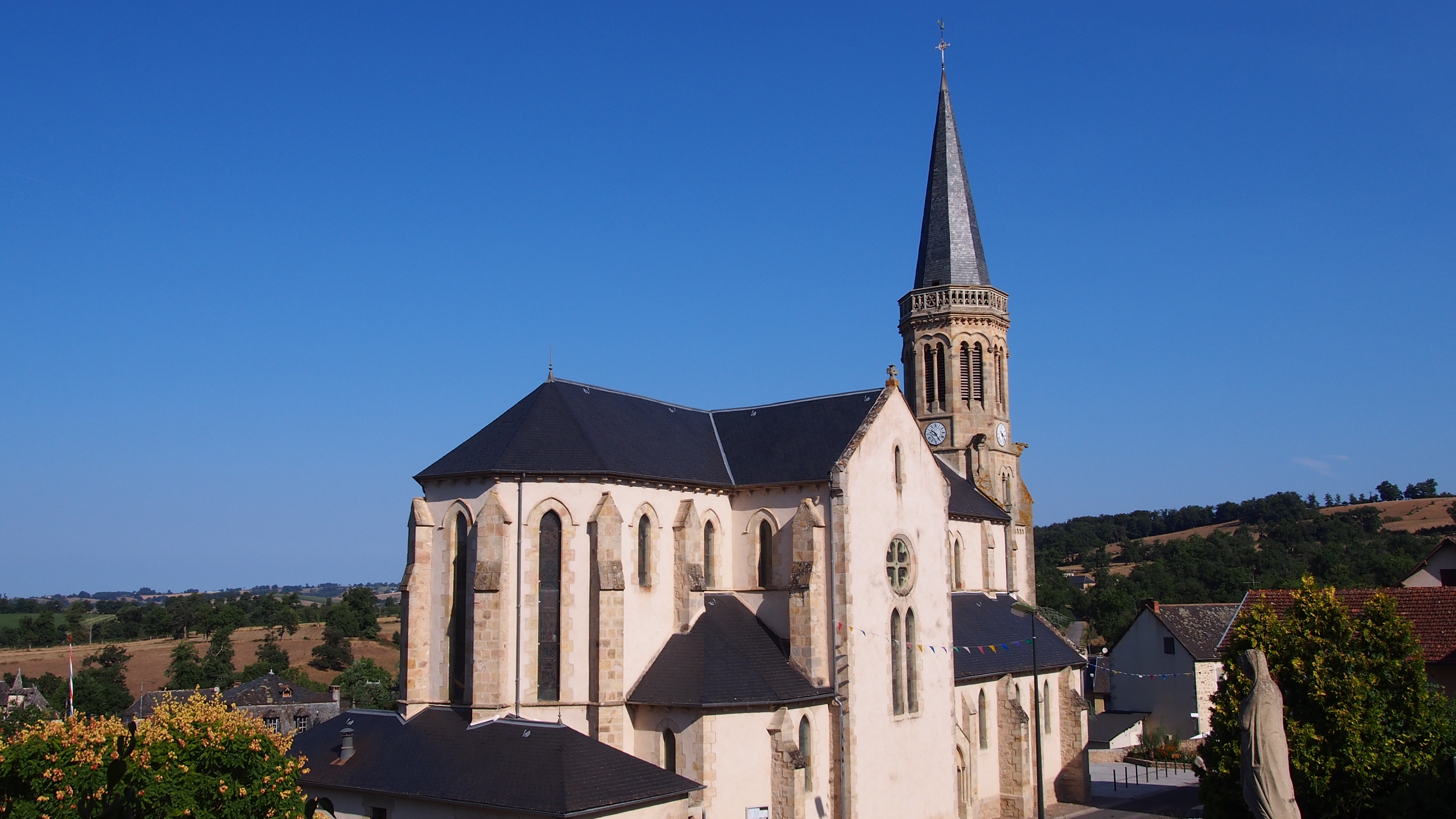
Église Sainte-Madeleine de Saint-Salvadou
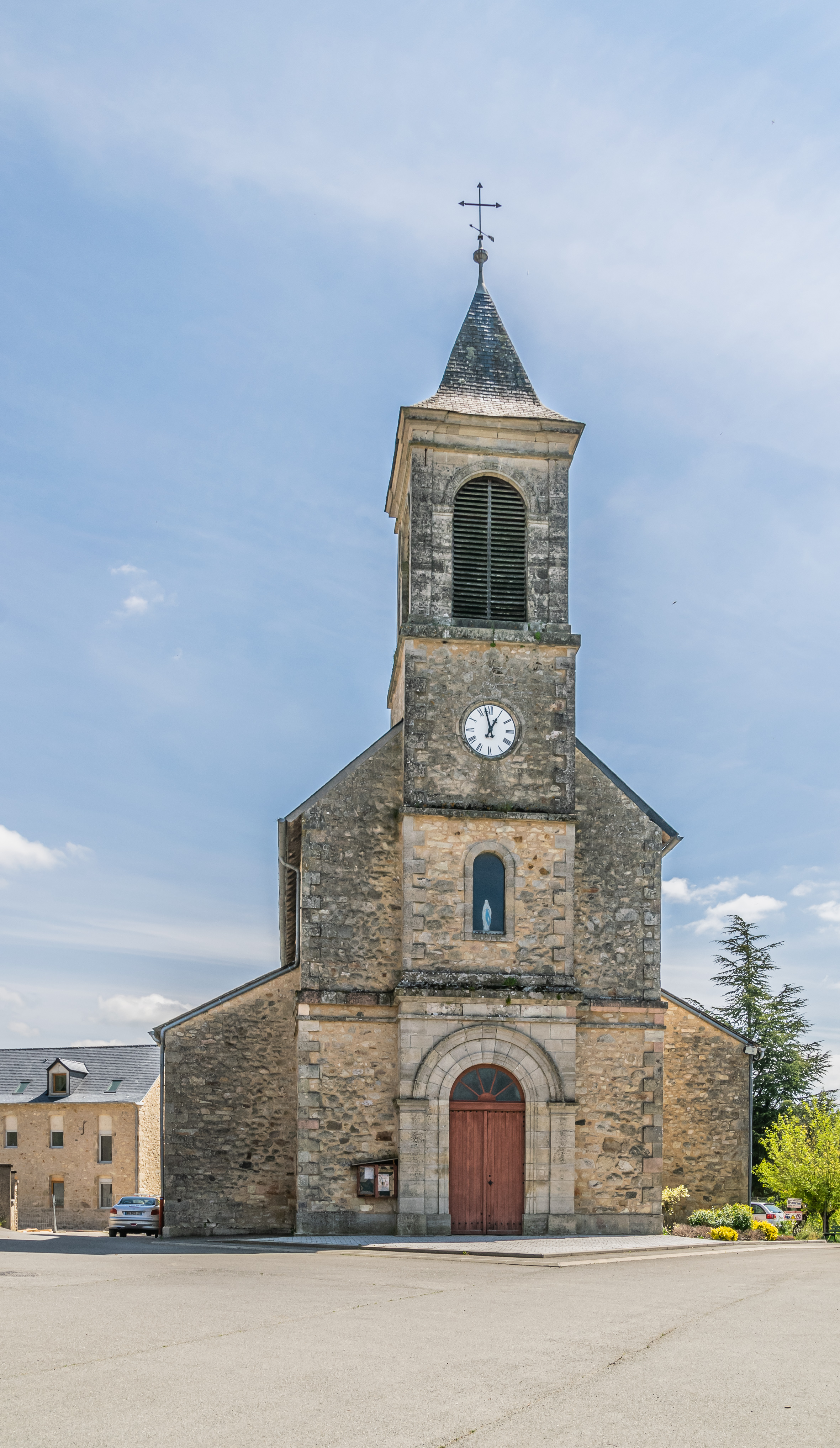
Église Saint-Julien de Vabre-Tizac

### Personnalités liées à la commune
- Gustave Garrigou (1884-1963), vainqueur du Tour de France 1911, est né à Vabre-Tizac.